# Györkefalva
Györkefalva falu Romániában, Máramaros megyében.

## Fekvése
Máramaros megye nyugati részén, Felsőbányától délre fekvő település.

## Története
Györkefalva nevét a korabeli oklevelek 1411-ben említik először. Nevét ekkor Gyywrkefalwa néven írták.
1350 előtt Nagybányáé volt, 1350-től a kincstár tulajdona lett.
1411-ben Lazarevics István szerb despota kapta cserébe Nándorfejérvárért a nagybányai bányákkal együtt.
A 16. században a nagybányai uradalommal, a 17. században pedig a daróczi uradalommal együtt a szatmári várhoz tartozott.
1717-ben a háborús idők alatt sok kárt szenvedett a település.
A 19. században birtokos volt itt a Czura család is.
A trianoni békeszerződésig Szatmár megyéhez és a nagybányai járáshoz tartozott.

## Nevezetességek
- Egykori görögkatolikus, jelenleg ortodox templom - 1794-ben épült
- Új görögkatolikus templom